# Адріатична хартія
Адріатична хартія становить собою об'єднання, утворене Албанією, Хорватією, Македонією та США з метою допомоги їх намаганням приєднатися до НАТО. Статут був підписаний 2 травня 2003 року в Тирані під егідою США. Роль Сполучених Штатів викликала деякі суперечки, під час обговорення в інших державах-членах. Хартію часто називають Американо-Адріатична хартія. У вересні 2008 року Чорногорії та Боснії і Герцеговині було запропоновано приєднатися до Хартії. Приєднання відбулось 4 грудня 2008. Сербія отримала статус спостерігача в той же час. 1 квітня 2009 року, Албанія та Хорватія стали першими з групи, що стали членами НАТО.

## Учасники
Реєстрація 2003 року
- Албанія
- Хорватія
- Північна Македонія
- США

Реєстрація 2008 року
- Боснія і Герцеговина
- Чорногорія

Реєстрація 2012 року
- Косово[][2]